# The Long Voyage Home (película de 1940)
The Long Voyage Home (en Argentina, Hombres del mar; en España, Hombres intrépidos) es una película estadounidense de 1940 cuyo guion, de Dudley Nichols, está basado en las obras de teatro de un acto The Moon of the Caribbees, In The Zone, Bound East for Cardiff y The Long Voyage Home, escritas por Eugene O'Neill.
La película fue dirigida por John Ford, y contó con la actuación de John Wayne, Thomas Mitchell, Ian Hunter, Barry Fitzgerald, Wilfrid Lawson, John Qualen, Mildred Natwick y Ward Bond.
Las obras de teatro de O'Neill fueron escritas en la época de la Primera Guerra Mundial, pero Ford prefirió ambientar la película en el tiempo de la Segunda.
Destaca la innovadora fotografía de Gregg Toland.

## Argumento
Un vapor británico llamado SS Glencairn está en un largo viaje de regreso desde las Indias Occidentales a Baltimore y luego a Inglaterra durante la Segunda Guerra Mundial. La tripulación es heterogénea, amante de la diversión y bebedora. Entre ellos se encuentra su líder de consenso, un irlandés de mediana edad llamado Driscoll; un joven exgranjero sueco, Ole Olsen; un mayordomo rencoroso apodado Cocky; un inquietante inglés parecido a Lord Jim, Smitty; y un matón corpulento y completamente confiable, Davis. En una noche bochornosa en un puerto de las Indias Occidentales, la tripulación ha sido confinada en el barco por orden del capitán, pero Drisk ha hecho arreglos para importar un barco lleno de damas locales. La tripulación se divierte hasta que estalla una pelea de borrachos y a las damas se les ordena abandonar el barco y se les niega la compensación prometida. Al día siguiente el barco zarpa para recoger su cargamento para su viaje de regreso a Inglaterra. Cuando la tripulación descubre que la carga contiene explosivos potentes, se rebelan, pero el capitán los intimida fácilmente y el barco zarpa.
También les preocupa que Smitty pueda ser un espía alemán porque es muy distante y reservado. Después de asaltar a Smitty, sujetarlo y amordazarlo, lo obligan a entregar la llave de una pequeña caja de metal que encontraron en su litera. Al abrir la caja contra las vigorosas protestas de Smitty, descubren un paquete de cartas de la esposa de Smitty que revelan el hecho de que Smitty ha sido un alcohólico y ha sido dado de baja deshonrosamente de la marina británica. En la zona de guerra, cuando se acercan al puerto, un avión alemán ataca el barco y mata a Smitty con una ráfaga de ametralladora. Al llegar a Inglaterra sin más incidentes, el resto de la tripulación decide no embarcarse en otro viaje en el Glencairn y desembarca, decidido a ayudar a Ole a regresar con su familia en Suecia, a quienes no ve desde hace diez años.
A pesar de su determinación de ayudar a Ole, la tripulación no puede dejar pasar la oportunidad de pasar un buen rato bebiendo y bailando en un bar de mala muerte al que han sido atraídos por un agente de barcos que busca tripulantes. Tiene el ojo puesto en Ole porque es el más grande y fuerte de todos. Droga la bebida de Ole y sus cómplices lo llevan a bordo de otro barco, el Amindra . Driscoll y el resto de la tripulación borracha rescatan a Ole, pero Driscoll es golpeado y dejado a bordo mientras la tripulación escapa. A la mañana siguiente, la tripulación regresa al Glencairn para embarcarse en otro viaje. Un titular de periódico revela que el Amindra ha sido hundido en el Canal de la Mancha por torpedos alemanes, matando a todos a bordo.
La película termina con una leyenda como dedicatoria a los marineros: «Hombres como Ole, vienen y van; y los Driscolls viven y mueren, y los Yanks y Smitties dejan sus memorias; pero para los otros, el largo viaje nunca termina».

## Reparto
- John Wayne - Olsen
- Thomas Mitchell - Driscoll
- Ian Hunter - Smitty
- Barry Fitzgerald - Cocky
- Wilfrid Lawson - Capitán
- John Qualen - Axel
- Mildred Natwick - Freda
- Ward Bond - Yank
- Arthur Shields as Donkeyman
- Joseph Sawyer - Davis
- J.M. Kerrigan - Crimp
- Rafaela Ottiano as Bella
- Carmen Morales - Chica española
- Jack Pennick - Johnny
- Bob E. Perry - Paddy
- Constant Frenke - Norway
- David Hughes - Scotty
- Constantine Romanoff - Gran Frank
- Dan Borzage - Tim
- Harry Tenbrook - Max
- Billy Bevan - Joe, el Barman